# Джовани I Бентивольо
Вижте пояснителната страница за други личности с името Джовани Бентивольо.
Джовани I Бентивольо (на италиански: Giovanni I Bentivoglio; * ок. 1358 в Болоня; † 26 юни 1402 в Болоня) е италиански благородник, първият владетел на Болоня от рода Бентивольо, управлявал от 14 март 1401 до 28 юни 1402 г. 
Той е първият Бентивольо, който ръководи Болоня, единственият член на семейството, който носи титлата „господар (сеньор) на града“.

## Произход
Той е син на Антонио Бентивольо и Дзана Калорио де Маранензи. Баща му е в делегацията на град Болоня през 1370 г. в Авиньон, за да поздрави за избора папа Григорий XI (Пиер Роже дьо Бофор) – суверенът на Болоня. Живее в Санта Чечилия.

## Биография
През 1376 г. жителите на Болоня изгонват папския легат и създават свободна комуна. След това създават новото управление на Шестнадесетте реформатори на Свободната държава, която трае до 18 век. Папа Григорий XI признава новата форма на управление през 1377 г. През 1392 г. папа Бонифаций IX (Пиетро Томачели) дава папския викариат за 25 години на Съвета на шестнадесетте и техните ръководители, гонфалониери на правосъдието. Така се създават условията за по-късното господство на Бентивольо над Болоня.
Джовани Бентивольо е номиниран за старейшина през 1397 г. През 1399 г. прави неуспешен опит да свали управлението на гонфалониера Карло Дзамбекари. Джовани трябва да бяга в изгнание. Дзамбекари умира същата година от чума и Джовани може да се върне в Болоня преди края на годината. Той е избран като член на Градското управление на шестнадесетте.
Чрез финансовата помощ на Джан Галеацо Висконти, херцог на Милано, Джовани събира войска и изненадващо я докарва в Болоня. С нейна помощ е избран за сеньор на Болоня на 14 март 1401 г. Носи титлата „Johannes de Bentivoglis Bononiae dominus hac pacis et Justitcie conservator“. Обаче след петнадесет месеца е свален на 26 юни 1402 г. и е затворен в общината. След три дена намират голия му труп пред олтара на църквата „Сан Джакомо“. След свалянето и убийството му Болоня е към Папската държава.

## Брак и потомство
Жени се два пъти:
1. ∞ за Елизабета да Кастел Сан Пиетро, дъщеря на Чино, от която има двама сина и една дъщеря:
- Антонгалеацо Бентивольо (* 1385 † 1435), професор по право, господар на Болоня (1420 и 1435), ∞  1. 1420 за Франческа Гоцадини, от която има две дъщери. Има и един извънбрачен син – Анибале I Бентивольо, владетел на Болоня (1443 – 1445)
- Ерколе Бентивольо († 1424), баща на Санте
- Джована Бентивольо, ∞ за Гаспаре Малвец

2. ∞ за Маргерита Гуидоти, от която няма деца.